# Zakrzewek (gmina Sompolno)
Zakrzewek (daw. Zakrzew) – wieś sołecka w Polsce położona w województwie wielkopolskim, w powiecie konińskim, w gminie Sompolno, na północny zachód od jeziora Szczekawa.
Pierwsza wzmianka o Zakrzewku pochodzi z 1407 roku. 
W latach 1975–1998 miejscowość należała administracyjnie do województwa konińskiego. Według danych z roku 2009 liczyła 177 mieszkańców, w tym 81 kobiet i 96 mężczyzn. Mieszkańcy Zakrzewka wyznania katolickiego przynależą do parafii św. Andrzeja Apostoła w Mąkolnie oraz do parafii św. Marii Magdaleny w Sompolnie. 

## Zabytki i pomniki przyrody
Do rejestru zabytków wpisany jest zakrzewski zespół dworski z 1803 roku, w skład którego wchodzi dwór oraz park. Właścicielami dworu byli kolejno: rodzina Przyłubskich; po powstaniu styczniowym Alfons Raszewski; od roku Mieczysław Kossowski, a następnie od roku 1907 jego syn, pomolog Józef Kossowski. W parku znajdują się 2 pomniki przyrody – dąb szypułkowy o obwodzie pnia 6 m oraz granitowy głaz narzutowy.
W gminnej ewidencji zabytków ujęty jest cmentarz ewangelicko-augsburski z końca XIX wieku.